# Египетска национална библиотека и архиви
Египетската национална библиотека и архиви (ENLA), известна още като Египетска национална библиотека, е официалната национална библиотека и архивна институция на Египет.
Намира се в столицата Кайро. Тя отговаря за събирането, съхраняването и предоставянето на достъп до писменото наследство на Египет, включително книги, ръкописи, периодични издания, карти, снимки и други исторически документи.
Библиотеката е създадена през 1870 г. под името „Хедивска библиотека“ по време на управлението на хедив Исмаил паша. През годините се развива и разширява своите колекции и услуги. През 1982 г. е обединена с Египетския национален архив.
Мисията на Египетската национална библиотека и архиви е да служи като хранилище на интелектуалното и културно наследство на Египет. Тя има за цел да събере, каталогизира и запази изчерпателна колекция от египетски публикации, както и да придобие важни произведения от цял свят. Колекциите на библиотеката обхващат различни дисциплини, включително история, литература, наука, изкуства и социални науки, между другото.
Освен като библиотека тя функционира и като архивна институция. В нея се съхраняват и управляват важни исторически записи и документи, включително държавни документи, официални публикации и частни колекции. Тези архивни материали предоставят ценни знания за историята, политиката и обществото на Египет.
Египетската национална библиотека и архиви е отворена за изследователи, учени и широката общественост, които се интересуват от достъп до нейните колекции. Тя разполага с читални, изследователски съоръжения и цифрови ресурси за улесняване на изучаването и изследването на нейните фондове. Библиотеката също така организира изложби, лекции и културни събития за насърчаване на осведомеността и оценяването на културното наследство на Египет.
Като цяло, Египетската национална библиотека и архиви играе жизненоважна роля за опазването на богатото културно и интелектуално наследство на Египет и предоставя ценен ресурс за изследователи, учени и обществеността.